# Goulart de Andrade
Luís Filipe Goulart de Andrade (Rio de Janeiro, 6 de abril de 1933 — São Paulo, 23 de agosto de 2016) foi um apresentador de televisão e jornalista brasileiro.
Com mais de 80 anos, permaneceu ativo até a data de sua morte, como jornalista e comandando o programa Vem Comigo na TV Gazeta. O nome de seu último programa era inspirado em seu tradicional bordão, dito ao iniciar uma reportagem.

## Primeiros anos
De tradicional família alagoana, era filho do funcionário público Flávio Goulart de Andrade, antigo diretor do Senado Federal, e da cantora Elisinha Coelho (1909–2001). Seu pai também foi caricaturista da revista Careta.
Seu avô paterno era o jornalista e senador por Alagoas, Eusébio Francisco de Andrade.
O escritor José Maria Goulart de Andrade era seu tio-avô e a cantora e atriz Carmen Miranda foi sua madrinha de batismo.

## Carreira
Iniciou sua carreira na antiga TV Rio, em 1955, no programa Preto no branco. Produziu e dirigiu os mais variados programas desde então, em praticamente todas as emissoras brasileiras, com destaque para o Brasil 63, de Bibi Ferreira, na TV Excelsior, e as fases iniciais do Fantástico e do Globo Repórter, na década de 70.
Em 1978 cria o Plantão da Madrugada, na Rede Globo, que, depois de seu desligamento da emissora, seria recriado pela sua produtora e exibido em várias emissoras, com o nome de Comando da Madrugada (depois renomeado Comando da Noite, devido à mudança de horário, em 2007)
Em 1982 deixa a Rede Globo e assina contrato com a Rede Bandeirantes para apresentar o Comando da Madrugada, que ficaria na emissora até dezembro de 1985, quando Goulart é contratado pelo SBT
Sua produtora independente, a Produtora Goulart de Andrade, também criaria outros programas de reportagem, como 23ª Hora (Gazeta, 1983–84), Eu Sou o Repórter (SBT, 1988–89) e a primeira fase do Repórter Record (1995–2001), que passaria a ser produzido pela própria emissora e não mais por produção independente.
Em 2008, inicia o Programa Goulart de Andrade, na Record News, que documentava regiões e situações, além de entrevistar pessoas influentes em determinadas áreas e dar dicas de gastronomia e enologia (com o apoio de Edílio Lopes).
Em 2009, é contratado pelo SBT, a pedido de Paulo Nicolau, novo diretor de jornalismo da emissora.
Em 2012, estreia o programa Vem Comigo, na TV Gazeta. Nele, as antigas matérias de Goulart eram reexibidas e alunos dos cursos de Rádio e TV e de Jornalismo da Faculdade Cásper Líbero são convocados a atualizar  o tema. Em 2014, voltou a Rede Globo para uma rápida participação como o sambista Oswaldo na minissérie Os Experientes. Como ator, também participou dos filmes A Marcha (1972) e A Próxima Vítima (1983).

### Programas
| Ano       | Programa                    | Função       | Emissora          |
| --------- | --------------------------- | ------------ | ----------------- |
| 1978-1983 | Plantão da Madrugada        | Apresentador | Rede Globo        |
| 1983-1984 | 23a. Hora                   | Apresentador | TV Gazeta         |
| 1984-1985 | Programa Goulart de Andrade | Apresentador | Rede Record       |
| 1985-1986 | Plantão da Madrugada        | Apresentador | Rede Bandeirantes |
| 1986-1994 | Comando da Madrugada        | Apresentador | SBT               |
| 1994-1997 | Comando da Madrugada        | Apresentador | Rede Manchete     |
| 1997-2001 | Repórter Record             | Apresentador | Rede Record       |
| 2000-2002 | Comando da Madrugada        | Apresentador | TV Gazeta         |
| 2002-2007 | Comando da Madrugada        | Apresentador | Rede Bandeirantes |
| 2007-2008 | Comando da Noite            | Apresentador | Rede Bandeirantes |
| 2008-2009 | Programa Goulart de Andrade | Apresentador | Record News       |
| 2012-2016 | Vem Comigo                  | Apresentador | TV Gazeta         |

### Controvérsias
Muitas vezes, a crítica considerava que Goulart exagerava demais em suas reportagens. Em 28 anos de programa, chegou a exibir ao vivo, uma aplicação de silicone industrial por travestis no centro de São Paulo e uma delicada cirurgia de ponte de safena, em que o paciente infartado era ele mesmo.
O apresentador exibiu também a filmagem da necropsia de Paulo César Farias, tesoureiro da campanha presidencial de Fernando Collor, assassinado em circunstâncias misteriosas em junho de 1996. No dia 11 de julho daquele ano, Goulart exibiu em seu programa, na extinta Rede Manchete, trechos da necropsia de um cadáver, que apresentava seus órgãos sendo retirados, lavados e secados.

## Morte
Goulart de Andrade morreu em 23 de agosto de 2016, depois de um agravamento de doença pulmonar obstrutiva crônica. Deixou esposa, Margareth Bianchini, três filhos, três netos e uma bisneta. O relacionamento com Margareth durou treze anos, mas os filhos de Goulart não são deste relacionamento.